# 세종여주병원
세종여주병원은 고려대학교 의과대학 출신의 번춘방이 고려대학교 여주병원을 인수하여 여주고려병원으로 출범한 병원이다. 번춘방은 해당 건물을 임차하고 일부 시설과 인력을 인수해 여주고려병원으로 개편하였고, 바로 옆에 새 건물을 지으면서 세종여주병원으로 개칭하였다. 2025년 6월 종합병원으로 승격하였다.